# Vladimir Temelkov
Vladimir Temelkov (Mazedonisch: Владимир Темелков; * 26. März 1980 in Titov Veles, SR Mazedonien, SFR Jugoslawien) ist ein mazedonischer Handballspieler.
Der 1,90 m große und 90 kg schwere Linkshänder wird zumeist auf Rechtsaußen eingesetzt.

## Karriere
Vladimir Temelkov begann seine Profikarriere 1998 beim mazedonischen Verein RK Pelister Bitola, mit dem er 1999 Pokalsieger und 2000 Meister wurde.
Mit Bitola erreichte er das Sechzehntelfinale in der EHF Champions League 1998/99, das Achtelfinale im Europapokal der Pokalsieger 1999/2000 und die 2. Runde im EHF-Pokal 2002/03. Im EHF Challenge Cup 2001/02 unterlag er trotz eines 27:20-Heimsieges dem dänischen Skjern Handball.
2003 wechselte der Flügelspieler in die deutsche Handball-Bundesliga zum VfL Pfullingen. Nach zwei Jahren schloss er sich dem Zweitligisten TV 08 Willstätt-Ortenau an. Nach der Insolvenz der HR Ortenau, in dem Willstätt seit 2008 aufgegangen war, verpflichtete ihn der Bundesligist HBW Balingen-Weilstetten zur Saison 2009/10. Nach zwei Spielzeiten wechselte er in die luxemburgische Liga zum HBC Bascharage, der auch unter dem Namen Handball Käerjeng firmiert. Mit dem HBC erreichte er das Finale um den luxemburgischen Landespokal 2012 und wurde Vizemeister 2013. 2014 und 2018 gewann er die luxemburgische Meisterschaft, 2015 und 2016 den Pokal.
Mit der Mazedonischen Nationalmannschaft nahm Temelkov an der Weltmeisterschaft 2009 (11. Platz), der Europameisterschaft 2012 (5. Platz) und der Weltmeisterschaft 2013 (14. Platz) teil. Bei der Europameisterschaft 2014 stand er im erweiterten Kader, wurde aber nicht in das endgültige Aufgebot berufen. Bisher bestritt er 65 Länderspiele, in denen er 215 Tore erzielte. (Stand: 23. Februar 2014)